# Pseudochironitis stuhlmanni
Pseudochironitis stuhlmanni là một loài bọ cánh cứng trong họ Bọ hung (Scarabaeidae).